# Aeródromo de Mesa del Nayar
El Aeródromo de Mesa del Nayar (Código DGAC: MAN) es un pequeño campo de aviación ubicado al sur del poblado de Mesa del Nayar, a un costado de la Universidad Tecnológica de la Sierra de Nayarit y es el segundo más importante del municipio del Nayar después del Aeródromo de Jesús María. Cuenta con una pista de aterrizaje de 878 metros de largo y 13 metros de ancho con una gota de viraje de 1,050 metros cuadrados en la cabecera 11, dicha rampa puede ser usada para aparcar aeronaves. Actualmente solo opera aviación general.

## Accidentes e incidentes
- El 28 de mayo de 2022 una aeronave Piper PA-34-220T Seneca III con matrícula XB-GDL que operaba un vuelo privado entre el Aeropuerto de Tepic y el Aeródromo de Mesa del Nayar tuvo que realizar un "hard landing" en el aeródromo de destino debido a los fuertes vientos en la zona, causando que la aeronave se despistara hasta detenerse con el cerco perimetral de una escuela, dejando a la aeronave con daños sustanciales y quedando lesionados el piloto, la alcaldesa de Tepic Geraldine Ponce y 4 miembros de su equipo.[2][3][4]